# Leptophatnus pseudominor
Leptophatnus pseudominor är en stekelart som beskrevs av Heinrich 1967. Leptophatnus pseudominor ingår i släktet Leptophatnus och familjen brokparasitsteklar. Utöver nominatformen finns också underarten L. p. congicus.